# Медиапсихология в России
Медиапсихология в России — наука, изучающая  соотношение индивидуального и массового психологического сознания  в целом и в России в частности. Изучается взаимосвязь между индивидуальной и коллективной психикой, индивидуальным и массовым сознанием, индивидуальным и коллективным бессознательным, автоматическая коммуникация (внутренняя речь, самооценка, коммуникация с собой) и массовая коммуникация (трансляция речи, концепция коммуникации в группе).Из-за того, что общество становится все более глобализованным; из-за изменения понятия принадлежности к той или иной социальной группе; из-за того, что человек подвержен влиянию большого количества медиаресурсов; из-за большого количества «информационного загрязнения»; в психологии возникла подотрасль «медиапсихология», рассматривающая влияние данных аспектов на личную идентичность человека, его самосознание. Медиапсихология разрабатывает способы решения проблем в сфере коммуникации людей. В результате образуются три взаимосвязанные практические сферы медиапсихологии: медиааналитика, медиатерапия и медиаобразование.
Медиааналитика, медиатерапия и медиаобразование в совокупности формируют для общества в целом и индивида в частности элементарную стратегию и базовый ресурс медиапсихологической защиты и отвечают важнейшим тенденциям развития социума и человека в направлении самодетерминации и индивидуации.

## Медиааналитика в России
Целью медиааналитики является преимущественно анализ содержания массовой коммуникации через призму соответствия основам безопасности в информационно-психологической сфере; поиск и идентификация психотехнологий, используемых в информационных кампаниях с большим количеством слушателей/участников. Также медиааналитика анализирует последствия медиакампаний, взаимодействует при этом с такими науками, как этика, юриспруденция, социология. Медиааналитика важна не только для развития психологии, но и журналистики.
Согласно данным социологических исследований, 96 из 120 детей, посещающих российский детский сад, смотрят телевизор «фоном» сразу при утреннем пробуждении. Телевизор им включают родители, мотивируя это тем, что в таком случае детям будем «веселее собираться в садик». Исследования психологов показали, что телевидение негативно влияет на неокрепшее сознание. Джейн Хили, специалист в сфере медиапсихологии, утверждает, что реклама, некоторые программы на телевидении больше ориентированы на подсознательные, рефлекторные реакции человека, что не способствует развитию мыслительного процесса, ослабляет внимательность .

## Медиатерапия в России
Медиатерапия как практическая сфера медиапсихологии занимается исследованиями в сфере поиска способов обороны от вредных для человеческого сознания информационных технологий. Индивиды должны уметь защищаться от травмоопасной информации, курсирующей в медиа, у них должны быть сформированы реакции, адекватные изменяющейся медиасреде и медиатрендам, при этом личность должна каким-либо здоровым образом самоидентифицировать себя в медиасреде .

## Медиаобразование в России
Медиаобразование — образование аудитории в сфере влияния медиа и сегодняшних информационных технологий — позволяет людям чувствовать себя спокойнее и защищеннее, адаптироваться в психологическом плане к существующему медиапотоку, поскольку индивид начинает лучше понимать, каким образом на него воздействует СМИ, Интернет.
Медиаобразование ориентируется на весь социум целиком, включая основных игроков в сфере медиа — журналистов. Поскольку именно журналисты транслируют в общество информацию, важно, чтобы они могли быстро и правильно осмыслять информацию, избегать чересчур личных оценок и излишней трансляции собственных психологических переживаний, вызванных травмах. Журналисты при помощи медиаобразования могут приобрести навыки более адекватного воспроизведения информации.
Саратовский государственный университет им. Н. Г. Чернышевского и Таганрогский государственный педагогический институт выступили организаторами первой всероссийской научной интернет конференции с международным участием. К этой конференции активно подключилась Федерация психологов образования России, Ассоциация кинообразования и медиапедагогики России и Портал психологических изданий. В программный комитет вошли ведущие специалисты в области медиапсихологии и медиапедагогики. Это такие ученые, как Аксеновская Людмила Николаевна; Бондаренко Елена Анатольевна; Забродин Юрий Михайлович; Кириллова Наталья Борисовна; Короченский Александр Петрович; Мельник Галина Сергеевна; Пронина Елена Евгеньевна, Федоров Александр Викторович и др..

## Примечание
1. ↑  Статья Т. М. Артишевской «Медиапсихология в России: проблемы и перспективы».
2. ↑  Винтерхофф-Шпурк П. Медиапсихология. Основные принципы. Харьков, 2007.
3. ↑  Вербицкая Ю. А. Попытка социотерапии в разгар психической атаки // Ломоносов-2005. Материалы международной научной конференции студентов, аспирантов, молодых ученых. В 2 ч. Ч. 1. М., 2005.
4. ↑  Пронин Е. И. О медиапсихологии // Первая Всероссийская научная видеоконференция с международным участием «Медиапсихология в России: проблемы и перспективы», 15-16 ноября 2010 года.